# Franz Brinnich
Franz Brinnich (* 15. Juni 1879 in Hollenbach; † 26. November 1962 ebenda) war ein österreichischer Politiker (CS) und Abgeordneter zum Nationalrat in der I. bis IV. Gesetzgebungsperiode vom 10. November 1920 bis zum 2. Mai 1934.

## Leben
Brinnich besuchte eine zweiklassige Volksschule und eine Fachschule für Wagner. Danach war er Wagnermeister, Landwirt und  Grundbesitzer.
Er war Obmann der Wagnergenossenschaft im Bezirk Waidhofen an der Thaya.

## Politik
Er war Bürgermeister von Hollenbach und Nationalratsabgeordneter. In der Zeit des Nationalsozialismuse war er aus politischen Gründen 1939 vier Monate im KZ Dachau und 1944 für 11 Tage in Haft.